# Fjallið (Sandvík)
Fjallið (Sandvík) è un rilievo alto 350 metri sul mare situata sull'isola di Suðuroy, situata nell'arcipelago delle Isole Fær Øer, in Danimarca.